# Hermann Wislicenus
Pour les articles homonymes, voir Wislicenus.
Hermann Wislicenus (né le 20 septembre 1825 à Eisenach, mort le 25 avril 1899 à Goslar) est un peintre allemand.

## Biographie
Wislicenus entre en 1844 à l'académie des beaux-arts de Dresde et sera l'élève d'Eduard Bendemann puis de Julius Schnorr von Carolsfeld. Son premier tableau, Abondance et misère, est acheté par les Collections nationales de Dresde. En 1853, il fait un voyage en Italie grâce à une bourse et fait connaissance à Rome avec Peter von Cornelius.
De retour en Allemagne, il ouvre un atelier à Weimar. Au printemps 1868, il obtient un poste de professeur à l'académie des beaux-arts de Düsseldorf. Il travaille sur de grandes œuvres comme Les Quatre saisons ou Lorelei.
Beaucoup de ces œuvres et toutes les études de Wislicenus disparaissent lors de l'incendie de l'académie en mars 1872. Il les refait, à l'exemple de Germania à la Garde du Rhin.

## Palais impérial de Goslar

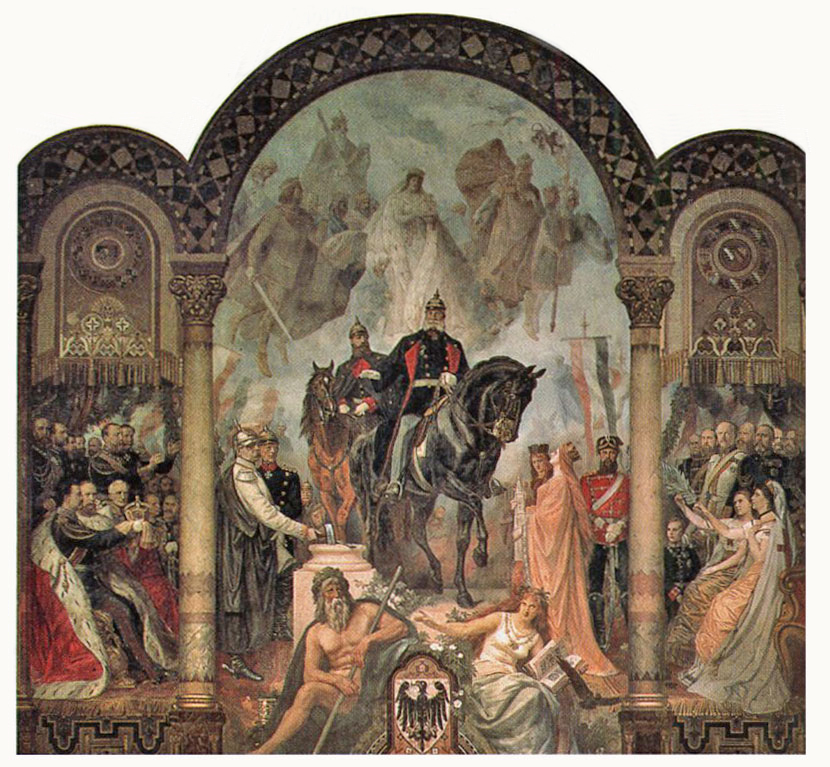
L'Apothéose de l'Empire, vers 1880

En 1877, Wislicenus remporte le Premier Prix au concours pour la décoration de la salle impériale au palais de Goslar avec des peintures sur l'histoire impériale allemande qu'il l'occupe jusqu'en 1890. Il décore la salle avec des tableaux qui représentent la maison de Hohenzollern habillés comme au temps du Saint-Empire romain germanique. Le plus grand tableau au milieu de la salle est l'apothéose de l'Empire : au centre, Guillaume Ier monte un cheval et derrière lui, son fils et héritier Frédéric. À gauche de Guillaume, deux jeunes femmes sont debout dans de longues robes brillantes, elles incarnent la Lorraine et l'Alsace. Elles tiennent dans leurs mains la cathédrale Saint-Étienne de Metz et la cathédrale Notre-Dame de Strasbourg. À droite de Guillaume, il y a Otto von Bismarck, bâtisseur du nouvel empire.
À gauche du tableau, on peut voir les princes allemands, notamment Louis II de Bavière qui tient la couronne de Guillaume. À droite du tableau, sont assis la famille de Guillaume, ses autres fils et ses filles Augusta et Victoria. Le garçon debout sera l'empereur Guillaume II.
Dans le ciel sont représentés les empereurs germains, notamment Frédéric Barberousse. La mère de Guillaume Ier, Louise de Mecklembourg-Strelitz, est au-dessus de lui avec une couronne.
Le coté étroit au sud illustre le conte de La Belle au bois dormant. Il symbolise le vieil empire qui n'a pas péri lors de l'occupation napoléonienne, mais est tombé en sommeil et s'est réveillé avec sa reformation en 1871. En face, dans le côté étroit au nord, on voit Frédéric Barberousse sortant du Kyffhäuser une épée à la main. En haut à droite dans le coin vole un aigle qui a chassé les corbeaux. Frédéric Barberousse a les traits de Guillaume Ier et regarde cet aigle.

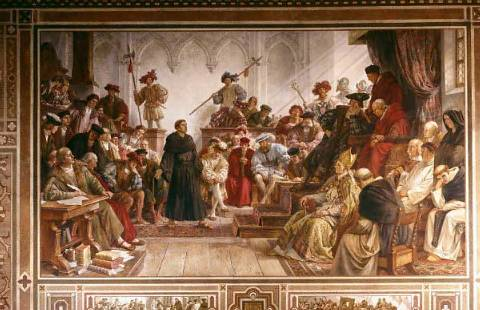
Luther à la diète de Worms

Au sud, on voit Charlemagne abattant l'Irminsul et au nord, Martin Luther face à Charles Quint lors de la diète de Worms.
Les autres tableaux à gauche sur le côté ouest représentent :
- Le couronnement de Henri II et de son épouse Cunégonde par le pape Benoît VIII.
- Henri III traversant les Alpes à l'invitation du pape Grégoire VI. Avec lui se trouve Hildebrand, le futur pape Grégoire VII.
- Henri IV. Au départ, il devait être représenté lors de la pénitence de Canossa ; on fait un simple portrait.

Les autres tableaux à droite sur le côté ouest représentent :
- Frédéric Barberousse demande de l'aide à Henri XII de Bavière qui la lui refuse lors de sa cinquième campagne d'Italie.
- Frédéric Barberousse lors de la bataille d'Iconium (bataille de la troisième croisade).
- Frédéric II. Dans ce tableau, Wislicenus se représente en admirateur de l'empereur.

## Famille
Hermann Wislicenus épouse Ida Roederer et a avec elle quatre enfants, notamment les peintres Georg Wislicenus (de), Max Wislicenus (de) et Hans Wislicenus. Lilli Wislicenus-Finzelberg est sa nièce.